# Differentieel (werktuigbouwkunde)

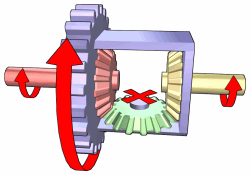
Rechtuit rijden
door de motor aangedreven ringwiel, de paarse kooi draait mee
vleugelwiel met as aan het ringwiel, draait in dit geval niet
as naar wiel
as naar tegenoverliggende wiel

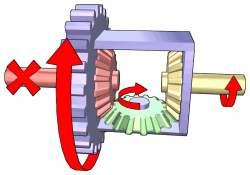
Een wiel geblokkeerd
vleugelwiel draait
geblokkeerde as
draaiende as

Een differentieel is in de werktuigbouwkunde een stelsel van tandwielen waarmee met een aandrijvende as meerdere rotaties met verschillende snelheden afgetakt kunnen worden. Het is een planeetwielmechanisme. Een differentieel wordt onder andere toegepast bij auto's en tractors, waar het tussen de aangedreven wielen zit. Bij het maken van een bocht legt het binnenste wiel namelijk een kortere weg af en moet het minder snel draaien dan het buitenste wiel.
Indien ze vast met elkaar waren verbonden, zouden ze elkaar in een bocht tegenwerken, met gewring tot gevolg. De banden zouden dan over het wegdek schuiven in plaats van rollen. Het differentieel vormt dan een vereffeningsmechanisme waarbij het mogelijk is dat de aangedreven wielen met verschillende snelheden kunnen draaien.
De beide afbeeldingen zijn opengewerkt. Het door de motor aangedreven ringwiel kan net zo breed als de kooi worden uitgevoerd, zodat ringwiel en kooi samenvallen. Het vleugelwiel draait om een as aan de binnenkant van de kooi. Deze as staat loodrecht op de omwentelingsas van het hele differentieel. Dat is dus in tegenstelling tot in een excentriek, waarin de hoofdas en de excentrieke as evenwijdig liggen. Het vleugelwiel en de twee tandwielen van een differentieel, die de beide assen naar de wielen aandrijven, zijn kegelvormig.
In modderig terrein en op een gladde weg heeft de werking van het differentieel een nadelig gevolg, doordat het ene wiel kan gaan slippen en het andere wiel stil kan blijven staan. Om dit te voorkomen is er het gelimiteerde slipdifferentieel, dat met behulp van een koppeling de krachten weer over beide wielen verdeelt. Een andere mogelijkheid die veel terreinwagens hebben, is een sperdifferentieel, een differentieel dat tijdelijk kan worden geblokkeerd, waarbij het vleugelwiel wordt vastgezet.

## Wielen zonder aandrijving
Bij wielen zonder aandrijving, zoals bij een aanhangwagen, is geen differentieel nodig. De wielen draaien elk om een eigen as.

## Spoorwielen
De wielen van een trein zijn meestal samen om een as geklemd en draaien dus even snel. Het loopvlak van de wielen is taps, waardoor de wielen niet over de bovenkant van de rails rollen, maar langs de rand van de rail. Er is dan geen differentieel nodig. Zie Stuureffect van de spooras.
- YouTube. Around The Corner, 1937.